# Ermita del Cerro de los Mártires
La ermita del Cerro de los Mártires es una pequeña capilla situada en San Fernando (Cádiz), en el Cerro de los Mártires, la mayor altura de la ciudad, y que está cerca de Gallineras. Rinde culto en honor de los patrones de Cádiz y Mérida y copatrones de San Fernando, San Servando y San Germán, que fueron decapitados, según la leyenda, cerca de este lugar.

## Historia

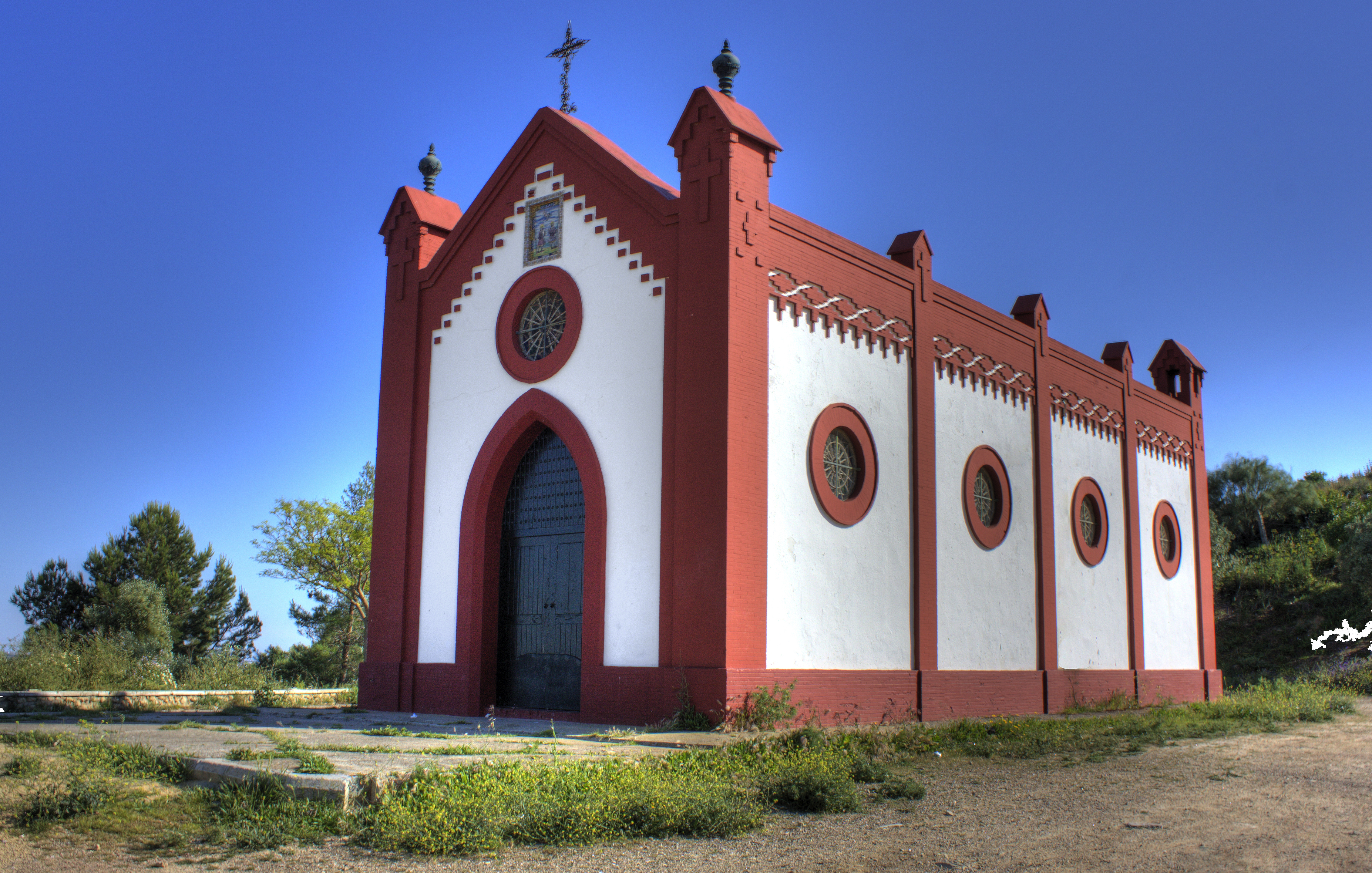
Ermita en 2013

En el año 1889 se construyó una ermita en el lugar de ejecución de los mártires, a 50 metros de la actual capilla, que fue demolida en 1942. Las obras de construcción de la ermita actual se iniciaron en 1943, en los terrenos del pago Sopranis y del pago La Marquina. En el año 1945 se inauguró la ermita, que fue bendecida el 23 de octubre de ese mismo año. Desde entonces cada 23 de octubre se celebra una romería en honor a los dos mártires. En la actual ermita está enterrada la primera piedra de la vieja ermita.

## Estado
En 2019 se plantea su rehabilitación.